# أليكس كارسون
أليكس كارسون هو لاعب كرة القدم الكندية كندي، ولد في عقد 1920 في وندسور في كندا، وتوفي في 3 أغسطس 1981.

## وصلات خارجية
- أليكس كارسون على موقع JustSportsStats.com (الإنجليزية)